# 佐伯助
佐伯 助（さえき の たすく）は、奈良時代の貴族。姓は宿禰。官位は従四位下・肥後守。

## 経歴
天平宝字8年（764年）藤原仲麻呂の乱終結後に、従五位下・淡路守に叙任され、乱によって淡路国に配流された淳仁廃帝を監視する任務に当たった。翌天平神護元年（765年）2月に称徳天皇から以下勅令を受けている。
- 淳仁廃帝が逃亡したとの情報を受けたことから事情を早急に報告すること。
- 人々が商人と身分を偽って淡路国へ向かっているとの情報があることから、そのような者が集団を成すことを防ぐために、今後は一切禁止すること。

10月になって、助は淡路掾・高屋並木と共に逃亡した淳仁廃帝を捕らえて一院に押し込めると、翌日淳仁廃帝は没した。（暗殺された可能性が高い。）
天平神護2年（766年）従五位上に叙せられると共に、山背介次いで山背守に任ぜられる。神護景雲3年（769年）には兵部大輔として京官に遷った。
光仁朝の宝亀2年（771年）肥後守として再び地方官に転じると、宝亀3年（772年）正五位下、宝亀6年（775年）従四位下と昇進を果たしている。
宝亀9年（778年）11月4日卒去。最終官位は散位従四位下。

## 官歴
『続日本紀』による。
- 時期不詳：正六位上
- 天平宝字8年（764年） 9月17日：従五位下。10月9日：淡路守
- 天平神護2年（766年） 3月26日：山背介。日付不詳：従五位上。11月13日：山背守
- 神護景雲3年（769年） 12月10日：兵部大輔
- 宝亀2年（771年） 9月16日：肥後守
- 宝亀3年（772年） 正月3日：正五位下
- 宝亀6年（775年） 4月9日：従四位下
- 宝亀9年（778年） 11月4日：卒去（散位従四位下）